# Minnesota Multiphasic Personality Inventory
Der Minnesota Multiphasic Personality Inventory (MMPI, Deutsch : Multiphasisches Persönlichkeitsinventar Minnesota) ist einer der weltweit am häufigsten verwendeten Persönlichkeitstests in der klinischen Psychologie und Psychiatrie. Er dient als Hilfsmittel bei der Untersuchung der Persönlichkeitsstruktur, insbesondere bei psychischen Störungen.

## Geschichte
Der MMPI wurde Ende der 1930er-Jahre in den USA entwickelt und 1943 erstmals publiziert. Autoren waren der Psychologe Starke R. Hathaway und der Nervenarzt J. Charnley McKinley. In einer deutschen Adaptation wurde der Test erstmals 1963 als MMPI-Saarbrücken publiziert. Die heutige Standardversion für Erwachsene ab 18 Jahren, der MMPI-2, wurde 1989 im englischsprachigen Original und 2000 in einer deutschsprachigen Version herausgegeben. Übersetzungen gibt es für mindestens 30 weitere Sprachen, in 18 Ländern ist der Test offiziell durch einen Verlag publiziert.

## Beschreibung
Das Testheft des MMPI-2 besteht aus 567 kurzen Feststellungen („Items“ genannt, ähnlich wie: „Ich sammele gerne Kunstkataloge“, „Ich kann die Zukunft vorhersagen“, „Mir ist immer angst und bange“), die mit „Trifft zu“ oder „Trifft nicht zu“ beantwortet werden. Bei der Auswertung werden die Antworten für einzelne Bereiche oder „Skalen“ zusammengezählt und die Antwortsummen mit den Werten einer Bezugspopulation verglichen. Gesunde Probanden brauchen eine knappe Stunde, Patienten bis zu 90 Minuten zur Beantwortung aller Items. Eine seltener benutzte Kurzform besteht aus den ersten 370 Items des Tests. Damit lassen sich die klassischen Skalen des ursprünglichen MMPI auswerten, nicht aber die beim MMPI-2 neu hinzugekommenen. In den USA ist auch eine Version für Jugendliche im Alter von 14 bis 18 Jahren im Gebrauch, MMPI-A genannt. Bei Jugendlichen ist die Kongruenz von selbst eingeschätztem und tatsächlichem Verhalten weniger eng, daher müssen Fragebogenverfahren bei Jugendlichen vorsichtig interpretiert werden.
Der MMPI ist das Paradebeispiel eines rein empirisch konstruierten Testverfahrens, bei dem die Items nur aufgrund der gemessenen Antwortwahrscheinlichkeiten ausgewählter Patientengruppen zu entsprechenden Skalen zusammengefasst wurden. So besteht (als Beispiel) die Paranoia-Skala aus den Items des ganzen Tests, die zum Zeitpunkt der Skalenkonstruktion von Patienten mit einem paranoiden Syndrom häufiger in Schlüsselrichtung beantwortet wurden als von Patienten mit anderen oder keinen Diagnosen. Diese Methode der Testkonstruktion steht im Gegensatz zu anderen damals wie heute gebräuchlichen („rationalen“) Konstruktionsprinzipien, die sich an ein theoretisches Konzept anlehnen und Items letztlich vom Textinhalt her bestimmten Skalen zuordnen. Durch seine atheoretische Konstruktion erfasst der MMPI empirisch abgrenzbare und sinnvolle psychopathologische Syndrome, unabhängig vom Wechsel der theoretischen Bezugssysteme.

## Einsatzbereich
Der MMPI ist von seiner ganzen Konstruktion her eher ein Inventar für psychische Störungen als ein allgemeiner Persönlichkeitstest (wie zum Beispiel der NEO-PI-R). Ziel der Testautoren war es, ein objektives, von der Person des Untersuchers und seiner theoretischen Orientierung und Vorbildung unabhängiges Hilfsmittel zur Diagnose psychischer Störungen zu konstruieren. Dementsprechend liegt der Anwendungsschwerpunkt auf klinisch-psychologischen und psychiatrischen Fragestellungen. Auch bei psychologischen und psychiatrischen Gerichtsgutachten wird der MMPI-2 häufig verwendet, wenn die Diagnose einer psychischen Störung oder die Einschätzung von Aspekten des Verhaltens unter emotionaler Belastung gefragt sind. Gewisse Überschneidungen gibt es zum Freiburger Persönlichkeitsinventar, das eigentlich mit Blick auf die Normalpersönlichkeit konstruiert wurde, aber häufig im Grenzbereich zur psychischen Auffälligkeit eingesetzt wird.
In Österreich ist die Kurzform des MMPI vorgeschrieben, wenn ein (privater) Antrag auf waffenrechtliche Dokumente gestellt wird (§ 3 Abs2 1. Waffengesetz-Durchführungsverordnung). Bewerber für den Polizeidienst müssen den Test ebenfalls absolvieren (§ 14 Abs2 Eignungsprüfungsverordnung – Inneres).

## Anwendung und Auswertung
Für die Routineanwendung des MMPI-2 benötigt man neben dem Testmanual, das alle für die Anwendung nötigen Hinweise und Tabellen enthält, ein Testheft mit den 567 Items und einen Antwortbogen. Für die Handauswertung benötigt man darüber hinaus einen Satz Schablonen zum manuellen Auszählen der Antworten der einzelnen Skalen und einen Satz Profilblätter für die graphische Darstellung des Testbefundes. Statt der Handauswertung wird die Auswertung per Computer immer üblicher. Auch die Anwendung erfolgt gelegentlich direkt am Bildschirm. Für die deutsche Version gibt es eine Auswertung per Telefax: Der Antwortbogen wird per Faxgerät zu einem Auswertungsdienst gesendet, der eine vollständige, graphisch aufbereitete Auswertung zurückfaxt, auf Wunsch auch mit einer verbalen Interpretation des Testbefunds.

## Zusammensetzung der Skalen
Auf der amerikanischen Verlagsseite gibt es eine Übersicht über alle Skalen des MMPI-2. Im Gegensatz zu den meisten anderen klinischen Fragebögen verfügt der MMPI über eine eigene Kategorie von „Validitätsskalen“, die der Einschätzung der Gültigkeit eines Testprofils dienen. Nur das auf Deutsch noch nicht erhältliche Personality Assessment Inventory verfügt über eine fast ähnlich gute Validitätskontrolle der Antworten. Die Validitätsskalen erkennen zum einen systematisch inhaltsunabhängiges Antworten (zum Beispiel fast nur eine Antwortkategorie benutzen, abwechselnd richtig und falsch ankreuzen, oder einfach zufällig antworten), aber auch pauschale Darstellungstendenzen bei der Beantwortung des Bogens, sei es in Richtung einer Beschönigung oder einer Übertreibung von Beschwerden. Das Repertoire dieser Validitätsskalen, das anfangs nur aus den drei Skalen L, F und K bestand, wurde im MMPI-2 systematisch erweitert und umfasst jetzt etwa ein Dutzend Skalen, von denen in der deutschen Fassung noch nicht alle ausgewertet werden.
Die ursprünglichen „klinischen Basisskalen“ (in der deutschen Fassung Hd, D, Hy, Pp, Mf, Pa, Pt, Sc, Ma und Si oder auch nur mit den Zahlen 1 bis 9 und 0 bezeichnet) sind alle in den 1940er Jahren konstruiert worden. Von der psychiatrischen Nomenklatur her sind sie veraltet. Trotzdem sind sie nach wie vor in Gebrauch, weil es für sie die meisten Interpretationshinweise gibt, nicht nur für jede Skala einzeln, sondern auch vor allem für diverse Kombinationen von Skalen. Für die meisten dieser inhaltlich relativ breiten Skalen sind auch Subskalen in Gebrauch, die Teilaspekte erfassen. Für den alten MMPI wurden zwischen 1950 und 1990 Hunderte von Spezialskalen konstruiert, von denen aber nur wenige klinisch benutzt werden.
Mit der Neukonstruktion des MMPI-2, bei der ein Teil der Items des alten MMPI ausgetauscht wurde, kamen zwei neue Sätze von Skalen in Gebrauch: 1990 die „Inhaltsskalen“ und 1993 die zugehörigen „Inhaltskomponentenskalen“ (rational konstruierte Skalen, die sich in der klinischen Routine wenig durchgesetzt haben) und 2003 die „Restructured Clinical Scales“ oder kurz: RC-Skalen. Mit den RC-Skalen wurde der Versuch gemacht, die starke inhaltliche (und formale: Viele Items werden für mehrere klinische Basisskalen verrechnet) Überlappung der klinischen Basisskalen zu reduzieren. Die allen Skalen gemeinsame Varianzquelle der Mutlosigkeit angesichts merklicher Symptome einer psychischen Störung wurde als eigene Skala unter der Bezeichnung „Demoralization“ isoliert. Damit verbunden ist die Hoffnung, dass die so „restrukturierten“ klinischen Skalen, die jeweils die zentralen Aspekte der klinischen Basisskalen beinhalten, sich weniger überschneiden würden. In USA ist seit Sommer 2008 unter dem Namen „MMPI-2 RF“ eine Testform des MMPI-2 erhältlich, die auf die RC-Skalen ausgerichtet ist. Eine deutsche Version gibt es seit dem Jahre 2019.

## Interpretation
Eine Suche nach wissenschaftlichen Publikationen zum Stichwort MMPI in der Datenbank der National Library of Medicine führt zu über 8000 Publikationen. Schon seit Jahrzehnten gibt es für den MMPI ein extrem umfangreiches empirisches Datenmaterial, auf das eine Interpretation des Testprofils aufbauen kann. Beginnend mit Paul Meehls Aufsatz von 1956 mit dem programmatischen Titel Wanted – A Good Cookbook, in dem er für den MMPI eine explizite Interpretation auf Grund formaler (und damit computerisierbarer) Regeln forderte, wurden vornehmlich in USA diverse, unterschiedlich differenzierte Interpretationssysteme konstruiert. Am besten bekannt und im englischen Sprachraum wohl auch am häufigsten benutzt sind der Minnesota Report von James N. Butcher und der Caldwell Report von Alex Caldwell. Im deutschsprachigen Raum ist eine Adaptation des Interpretationssystems von Lachar in Gebrauch, das allerdings die neuen Skalen des MMPI-2 noch nicht in die Interpretation einbezieht.  In solchen Interpretationssystemen ist im Allgemeinen mehr interpretatives Wissen gespeichert als Fachleute aus ihrem im Gedächtnis gespeicherten klinischen Wissen her abrufen können. Allerdings können so erzeugte Interpretationen in Einzelfällen auch falsch sein, weshalb eine Überprüfung durch eine mit dem Test erfahrene Fachkraft unabdingbar ist.

## Urheberrechte und Anwendungskontrolle
Inhaberin der Original-Rechte am MMPI ist die University of Minnesota, die Rechte der deutschen Fassung liegen beim Verlag Hans Huber in Bern. Wie bei den meisten professionellen psychologischen Testverfahren wird die Anwendung aus ethischen wie wirtschaftlichen Gründen streng überwacht. Das Testmaterial wird nur an Diplompsychologen und Ärzte abgegeben. Bei der Durchführung und insbesondere bei der Interpretation des MMPI-2 ist eine profunde Sachkenntnis notwendig, die Training mit dem Test und klinische Erfahrung voraussetzt. Die Computer- und Faxauswertungen sind kostenpflichtig.

## Kritik
Die psychometrischen Unzulänglichkeiten des MMPI wie des MMPI-2 sind international und in deutschen Fachpublikationen häufig beklagt worden. Beispiele aus jüngerer Zeit geben die unten aufgeführten Rezensionen.
Vor allem in Nordamerika gab es in den 60er Jahren heftige Auseinandersetzungen über den Einsatz des MMPI und anderer Testverfahren in nicht-psychiatrischen Bereichen, vor allem bei beruflichen Eignungsuntersuchungen. Häufig richtete sich diese Kritik nicht nur spezifisch gegen den MMPI, sondern generell gegen die Verwendung klinischer Testverfahren bei der Personalauswahl. Diese Kritik richtet sich im Kern gegen die Gleichsetzung der Tester-Testanten-Beziehung, die in der therapeutischen Praxis auf dem Vertrauensverhältnis zwischen Patient und Psychologe bzw. Arzt beruht, in der Personalauswahl oder -förderung dagegen umgekehrt auf dem unvermeidlichen Konfrontationsverhältnis zwischen dem Eignungsprüfer und dem Stellen- oder Auftragsbewerber.
Ein demgegenüber sehr weites Feld für Bedenken öffnet sich, wenn der biografische, gesellschaftliche oder erwerbstypische Bezug der Items erörtert wird.
Eine ganz andere Kritikperspektive beschäftigt sich mit der rechtlichen Zulässigkeit klinischer Diagnoseverfahren in betrieblichen Interessenlagen. Das Regelwerk des deutschen Betriebsverfassungsgesetzes setzt Anwendungen des MMPI ohnehin sehr enge Grenzen. Auch in Österreich wäre bei Mitarbeitern der Abschluss einer Betriebsvereinbarung (§ 96, § 96a ArbVG), und in Unternehmen ohne Betriebsrat das Einverständnis des Probanden notwendig. Bewerber sind nicht durch das Arbeitsverfassungsgesetz geschützt. In der US-amerikanischen Rechtsprechung wurde in Einzelfällen entschieden, dass der Einsatz des MMPI zulässig sei, wenn die emotionale Belastbarkeit der Bewerber für die ausgeschriebene Stelle von essentieller Wichtigkeit ist und keine andere Möglichkeit verfügbar ist, entsprechende Feststellungen zu treffen. Im deutschsprachigen Raum gibt es offensichtlich wenig (dokumentierte) Erfahrung in der Anwendung des MMPI für diesen Zweck.

## Rezensionen in Fachzeitschriften
- Angleitner, A. (1997). Testrezension zu Minnesota Multiphasic Personality Inventory (MMPI). Zeitschrift für Differentielle und Diagnostische Psychologie, 18, 4–10 (Replik darauf im selben Heft, S. 10–15).
- Hank, P. & Schwenkmezger, P. (2003). Testbesprechung: Das Minnesota Multiphasic Personality Inventory – 2 (MMPI-2) in der deutschen Überarbeitung von Rolf R. Engel (2000). Report Psychologie, 28, S. 294–303 (Stellungnahme des Herausgebers der deutschen Ausgabe dazu im selben Heft, S. 304–306). Volltext von Rezension und Stellungnahme (PDF; 13 Seiten, 148 kB, (Archiv))